# Tahir II
Tâhir ben `Abd Allah ben Tâhir
(طاهر بن عبد الله بن طاهر
ou Tâhir II a été le quatrième gouverneur Thâhiride du Khorasan au service des califes abbassides. Il a succédé à son père `Abd Allah ben Tâhir en 845 sous le règne du calife Al-Wathiq. Le calife lui aurait préféré un autre membre de la famille, mais il a finalement confirmé Tâhir dans son poste de gouverneur de Khorasan.
Pendant le règne de son père, Tâhir a été envoyé dans les steppes du nord pour  maintenir les turcs Oghuz à distance. Il a probablement reçu l'aide des émirs Samanides dans cette aventure.
Bien que la région ait été agitée pendant cette période en particulier dans le Sistan qui lui a été enlevé, on sait peu de choses du règne de Tâhir II.
Tâhir II est mort en 862, après avoir nommé son fils Muhammad comme successeur. Le calife Al-Musta`in n’envisageait pas cette succession mais finit par s’y ranger.

## Sources
- (en) Cet article est partiellement ou en totalité issu de l’article de Wikipédia en anglais intitulé « Tahir ibn Abdallah » (voir la liste des auteurs).